# Spilosoma scortillum
Spilosoma scortillum là một loài bướm đêm thuộc phân họ Arctiinae, họ Erebidae.